# Stefan Hula (Nordischer Kombinierer)
Stefan Marian Hula (senior) (* 12. September 1947 in Szczyrk; † 29. März 2025) war ein polnischer Nordischer Kombinierer.

## Werdegang
Hula erreichte bei den Olympischen Winterspielen 1972 in Sapporo den 17. Platz, nachdem er zwei Jahre zuvor bei den Nordischen Skiweltmeisterschaften 1970 in Štrbské Pleso trotz einem 13. Platz nach dem Springen außerhalb der Top 20 beendet hatte. Bei den Nordischen Skiweltmeisterschaften 1974 im schwedischen Falun gewann er die Bronzemedaille hinter den beiden DDR-Athleten Ulrich Wehling und Günter Deckert. Zwei Jahre später bei den Olympischen Winterspielen 1976 in Innsbruck wurde er 16. im Einzelwettbewerb.
Nach dem Ende seiner aktiven Karriere 1978 wurde Hula Trainer in Szczyrk. Aus der Ehe mit seiner Frau stammen vier Kinder. Sein gleichnamiger Sohn Stefan war als Skispringer ab 2003 Mitglied der polnischen Nationalmannschaft.

## Einzelnachweis
1. ↑  Zmarł Stefan Hula senior ze Szczyrku. In: beskidzka24.pl. 29. März 2025, abgerufen am 29. März 2025 (polnisch).